# Złoty Potok (dopływ Prudnika)

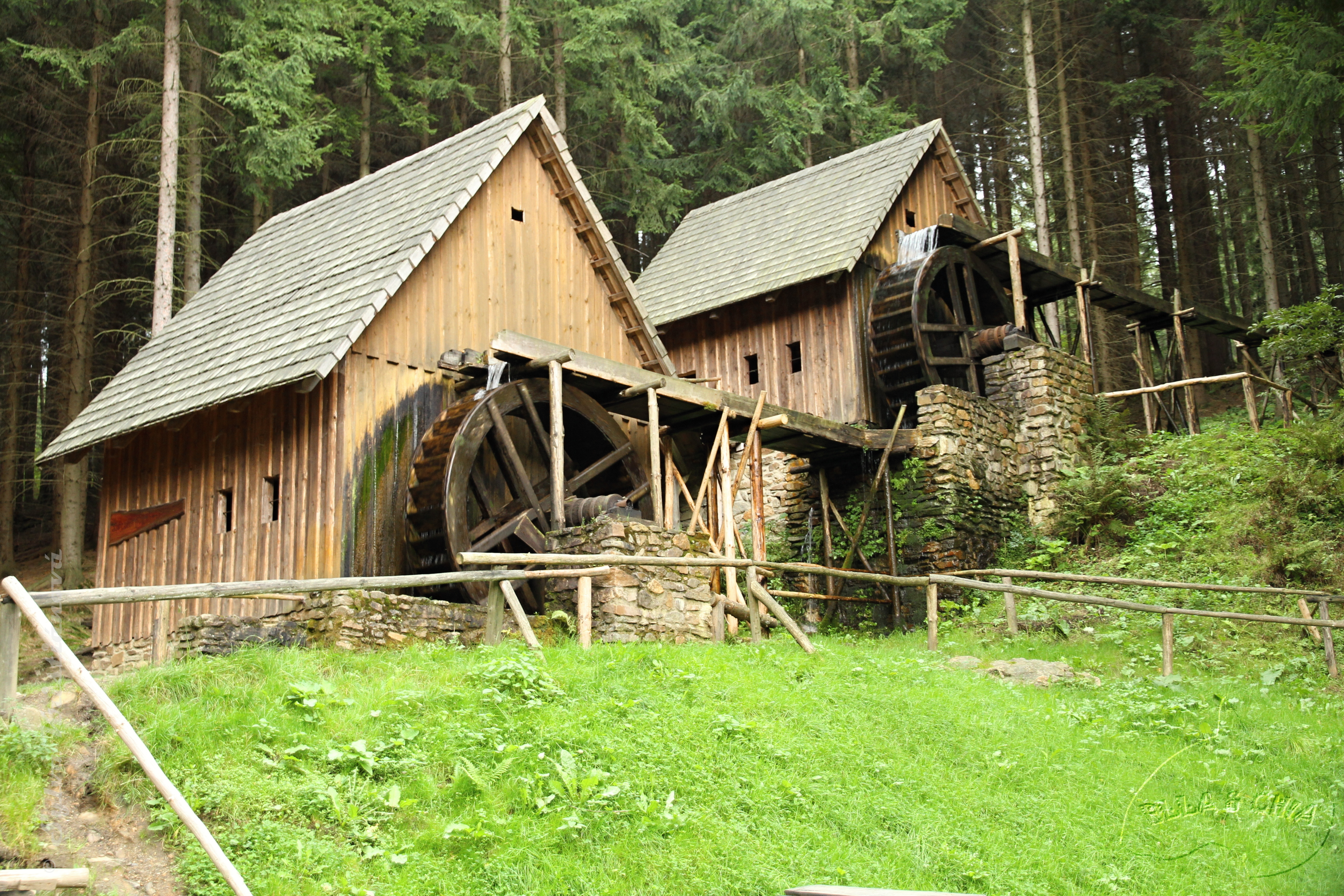
Rekonstrukcja młynów, które w przeszłości funkcjonowały nad Złotym Potokiem.

Złoty Potok (cz. Zlatý potok, niem. Goldbach) – rzeka górska w Czechach i Polsce w woj. opolskim w Sudetach Wschodnich, w Górach Opawskich.
Górska rzeka, o długości około 24,5 km, lewy największy dopływ Prudnika, jest ciekiem IV rzędu należącym do dorzecza Odry, zlewiska Morza Bałtyckiego.

## Położenie
Źródło rzeki położone jest w Czechach w Kraju ołomunieckim, okres Bruntál w południowo-zachodniej części Gór Opawskich (cz. Zlatohorská vrchovina) na południowo-wschodnim stoku wzniesienia Příčný vrch (pol. Góra Poprzeczna). Potok wypływa na wysokości ok. 655 m n.p.m., w części źródliskowej spływa w kierunku północnym pomiędzy Górą Poprzeczną i Biskupią Kopą, szeroką, płytko wciętą, zalesioną doliną. Niżej na poziomie 465 m n.p.m., na wysokości wzniesienia Osikowy vrch rzeka opuszcza zalesiony teren i wpływa na otwarty obszar płynąc w kierunku starego czeskiego miasta górniczego Zlaté Hory, gdzie przyjmuje swój lewy dopływ Cerny potok. Po opuszczeniu Zlatych Hor potok skręca na północny wschód i płynie wśród pół uprawnych w kierunku granicy polsko czeskiej, po minięciu niewielkiego zbiornika Zlaté Jezero położonego po lewej stronie potok na 9 km swojego biegu na wysokości ok. 380 m n.p.m. opuszcza Czechy i wpływa do Polski na teren Parku Krajobrazowego Góry Opawskie. Po ok. 0,5 km potok skręca w kierunku miejscowości Jarnołtówek do suchego zbiornika przeciwpowodziowego, gdzie na Złotym Potoku została wybudowana kamienna zapora przeciwpowodziowa. W Jarnołtówku Potok płynie pośród rozrzuconych z rzadka zabudowań przeplatając się z drogą, wzdłuż południowej granicy Rezerwatu przyrody Olszak doliną konsekwentną, głęboko wciętą w skały osadowe pochodzenia morskiego, głównie piaskowce, mułowce z otoczakami oraz łupki. Koryto potoku kamienisto-żwirowe z małymi progami kamiennymi, na których w kilku miejscach występują malownicze wodospady. Między Jarnołtówkiem a Pokrzywną rzeka, płynąc na wschód przeciska się między północnymi stokami masywu Biskupiej Kopy i Srebrnej Kopy (od strony południowej) a pasmem dużo mniejszych i niższych, ale też stromych wzgórz (z Olszakiem i Krzyżówką) od strony północnej, tworząc malowniczy atrakcyjny krajobrazowo epigenetyczny przełom o długości pow. 3 km. Opuszczając przełom wpływa pomiędzy zabudowania miejscowości Pokrzywna. Za Pokrzywną potok przepływa pod wiaduktem linii kolejowej nr 333 Głuchołazy – Pokrzywna, dalej łagodnie płynie wśród zabudowań miejscowości Moszczanka i Łąka Prudnicka płynie w kierunku wschodnim do ujścia, gdzie na północno-zachodnich obrzeżach Prudnika, na wysokości ok. 240 m n.p.m., uchodzi do Prudnika. Zasadniczy kierunek biegu potoku jest północno-wschodni. Jest to rzeka górska odwadniająca ze swymi dopływami znaczną część masywu Góry Poprzecznej oraz odprowadza część wód z północno środkowych zboczy Gór Opawskich. Rzeka w górnym biegu dzika, w środkowym i dolnym biegu częściowo uregulowana, ze względu na górski charakter i mały stopień uregulowania tworzy malownicze meandry. Dno potoku jest słabo spękane i na ogół nieprzepuszczalne. Potok charakteryzuje się dużymi nie wyrównanymi spadkami podłużnymi i zmiennymi wodostanami, znajduje się na nim szereg progów redukujących spadek do wartości 6-11 promili. Gwałtowne topnienie śniegów wiosną, a w okresach letnich wzmożone opady i ulewne deszcze, które należą do częstych zjawisk sprawiają wezbrania wody i często przybierają groźne rozmiary, stwarzając zagrożenie powodziowe u podnóża gór.

## Powodzie
Miejscowości leżące w środkowym i dolnym biegu rzeki nawiedziło kilka powodzi; największa nastąpiła w 1903, kolejne wielkie powodzie miały miejsce w 1997 oraz 2024.

## Fauna
Złoty Potok charakteryzuje wiele gatunków ryb, które stanowią typowe elementy potoków. Występuje w nim kiełb (Gobio gobio), strzebla potokowa (Phoxinus phoxinus), głowacz pręgopłetwy (Coottus poecilopus) będące pod ścisłą ochroną oraz piekielnica (Alburnoides bipunctatus), słonecznica (Leucaspius delineatus), okoń (Perca fluviatilis), płoć (Rutilus rutilus), pstrąg potokowy (Salmo trutta) i tęczowy (S. gairdneri).

## Walory przyrodnicze
Dolina rzeki stanowi korytarz ekologiczny w Górach Opawskich dla siedlisk roślin nadrzecznych (zarośla, lasy łęgowe) i rzecznych. Obszar wzdłuż koryta zachował pół naturalny charakter, występują zbiorowiska różnorodnych siedlisk z cennymi gatunkami roślin i zwierząt. Brzegi rzeki porasta podgórski łęg jesionowy, posiadający bardzo bogate runo, w którym oprócz wielu pospolitych roślin występują niezwykle rzadkie i chronione gatunki. Występują tu gatunki podlegające ochronie częściowej, a wśród nich kopytnik pospolity, przytulia wonna – roślina o właściwościach leczniczych oraz intensywnie pachnący i kwitnący wiosną czosnek niedźwiedzi.

## Dopływy
Modrý potok (l), Černý Potok (l), Skřivánskovický Potok (l), Bolkówka (p), Bystry Potok (p), Zamecki Potok (p), oraz okresowe i bezimienne strumienie mające źródła na zboczach Gór Opawskich.

## Miejscowości położone nad potokiem

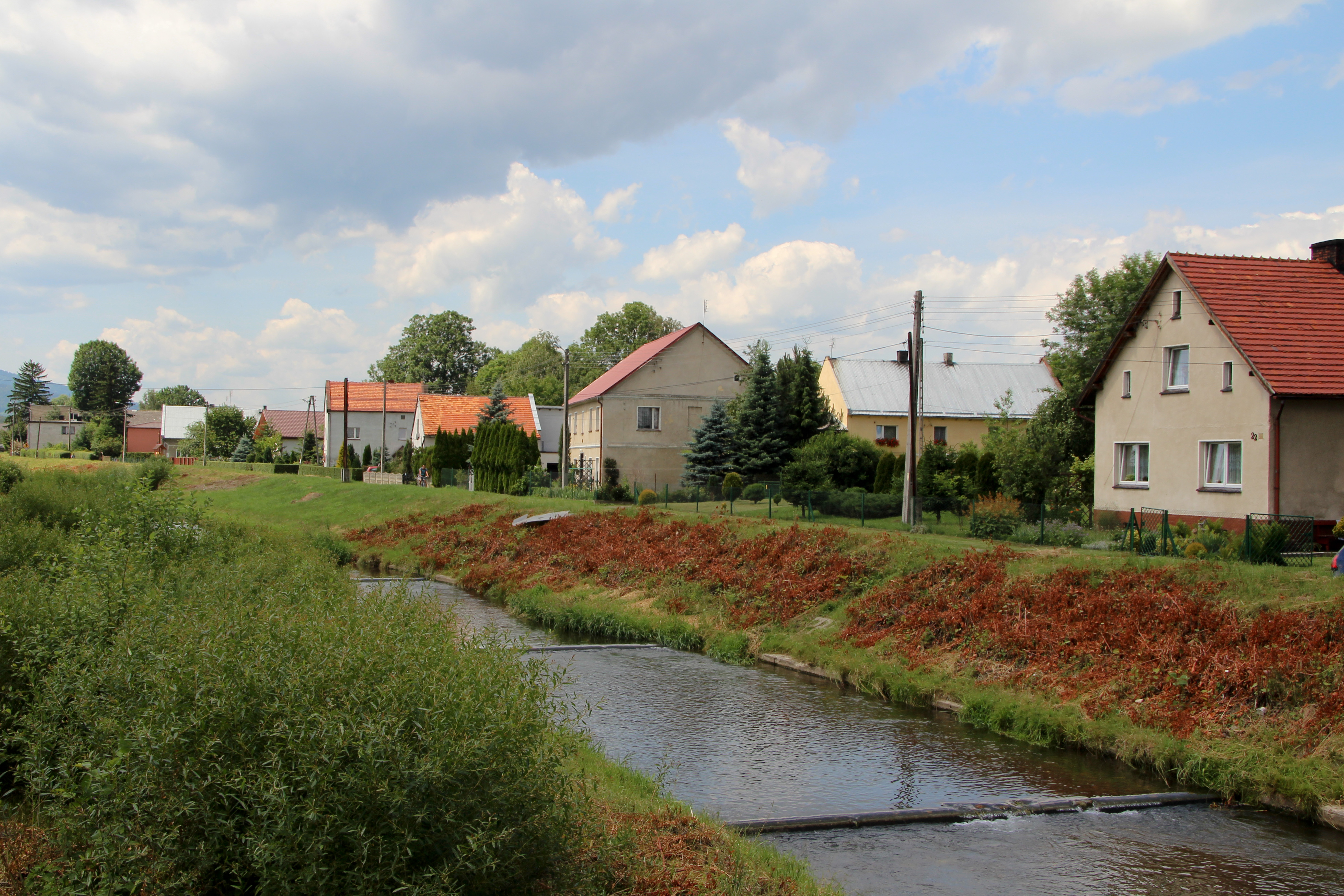
Złoty Potok w Łące Prudnickiej

- Zlaté Hory
- Rožmital
- Jarnołtówek
- Pokrzywna
- Moszczanka
- Łąka Prudnicka
- Prudnik